# Rio Alto Braço
O rio Alto Braço é um curso de água da região serrana do estado de Santa Catarina. 
Nasce na serra dos Faxinais, no município de Angelina, bem próximo à nascente do rio Engano, perto da rodovia BR-282 e da localidade de São Leonardo, próxima à cidade de Alfredo Wagner. 
A nascente está bem próxima também da quádrupla divisa dos municípios de Angelina, Alfredo Wagner, Leoberto Leal e Rancho Queimado. Percorre toda a extensão do município de Leoberto Leal no sentido sul-norte, ao longo de 50 km. O centro urbano de Leoberto Leal encontra-se numa das poucas áreas planas relativamente grandes às suas margens. Após percorrer o município de Nova Trento, torna-se afluente do rio Tijucas, nas proximidades de São João Batista.